# Гай Фонтей Капитон (консул 59 года)
Гай Фонтей Капитон (лат. Gaius Fonteius Capito) — политический деятель эпохи ранней Римской империи.
Его отцом или дедом был консул 12 года Гай Фонтей Капитон. Консул 67 года Фонтей Капитон был его родственником, возможно, братом. В 59 году Капитон занимал должность ординарного консула вместе с Гаем Випстаном Апронианом. О его дальнейшей судьбе нет никаких сведений.